# أليسون جولد
أليسون جولد (بالإنجليزية: Alison Gold)‏ هي مغنية أمريكية، ولدت في 9 مايو 2002 في فيرفاكس في الولايات المتحدة.

## وصلات خارجية
- أليسون جولد على موقع IMDb (الإنجليزية)
- أليسون جولد على موقع ميوزك برينز (الإنجليزية)
- أليسون جولد على موقع أول ميوزيك (الإنجليزية)
- أليسون جولد على موقع قاعدة بيانات الفيلم (الإنجليزية)